# Malé Svatoňovice
Malé Svatoňovice là một làng thuộc huyện Trutnov, vùng Královéhradecký, Cộng hòa Séc.